# Ion Basgan
Ion Basgan (n. 16 iunie 1938) este un fost senator român în legislatura 2004-2008 ales în județul Teleorman pe listele partidului PNL. Ion Basgan este un fost deputat în legislatura 1990-1992, ales pe listele PNL. În cadrul activității sale parlamentare în legislatura 1990-1992, Ion Basgan a fost membru în grupurile parlamentare de prietenie cu Australia și URSS. În legislatura 2004-2008, Ion Basgan a fost membru în grupurile parlamentare de prietenie Republica Costa Rica, Republica Bulgaria și Republica Ecuador. În legislatura 2004-2008, Ion Basgan a inițiat 27 de propuneri legislative, din care 10 au fost promulgate legi.
Ion Basgan este vicepreședinte al Academiei Oamenilor de Știință din România (AOSR).